# Mucil
Mucil war eine Masseneinheit (Gewichtsmaß) in Rumänien. Das Maß galt als Apothekergewicht.
- 1 Mucil = 8 Drachmen = 24 Scrupele = 480 Grains = 35,0008 Gramm
- 12 Mucil = 1 Libra pharmaceutica